# Zeche Mathias Erbstollen 1,3 & Maria
Die Zeche Mathias Erbstollen 1,3 & Maria ist ein ehemaliges Steinkohlenbergwerk im Bochumer Stadtteil Linden. Das Bergwerk war eine Kleinzeche, Besitzer dieser Kleinzeche war die Gewerkschaft Xanten. Das Bergwerk befand sich auf dem ehemaligen Grubenfeld der Zeche Maria und des St. Mathias Erbstollen.

## Bergwerksgeschichte
Im Juni des Jahres 1934 wurden der Stollenbetrieb des ehemaligen St. Mathias Erbstollen I/III und die Zeche Maria in Sundern unter dem Namen Zeche Xanten wieder in Betrieb genommen. Besitzer dieser Kleinzeche war die Gewerkschaft Xanten. Im Jahr 1939 wurde das Baufeld St. Mathias II in Sundern übernommen. Im Jahr 1945 wurde das Bergwerk umbenannt in Zeche Zeche Mathias Erbstollen 1,3 & Maria. Die Berechtsame umfasste zu diesem Zeitpunkt eine Fläche von 2,5 km2. Es war ein tonnlägiger Schacht vorhanden. Die Wettersohle lag bei einer Teufe von 43 Metern (+ 104 m NN), die Fördersohle lag bei einer Teufe von 82 Metern (+ 70 m NN). Im Jahr 1951 erreichte Schacht 3 eine Teufe von 80 Metern. Im darauffolgenden Jahr hatte das Baufeld eine Fläche von 900 Metern streichend und 140 Metern querschlägig. Am 7. Oktober des Jahres 1954 wurde die Zeche Mathias Erbstollen 1,3 & Maria stillgelegt.

## Förderung und Belegschaft
Die ersten Förder- und Belegschaftszahlen stammen aus dem Jahr 1945, es waren in dem Jahr 63 Bergleute auf dem Bergwerk beschäftigt, die eine Förderung von 7326 Tonnen Steinkohle erbrachten. Im Jahr 1950 wurde von 57 Bergleuten eine Förderung von 13.011 Tonnen Steinkohle erbracht. Im Jahr 1952 wurde von 74 Bergleuten eine Förderung von 14.056 Tonnen Steinkohle erbracht. Die maximale Förderung des Bergwerks wurde im Jahr 1953 erbracht. Mit 70 Bergleuten wurden 15.670 Tonnen Steinkohle gefördert. Dies sind auch die letzten bekannten Förder- und Belegschaftszahlen des Bergwerks.